# 姉崎地区
姉崎地区（あねさきちく）は、千葉県市原市の地区。市原市役所姉崎支所が管轄している。なお、市原市役所有秋支所が管轄している有秋地区（ゆうしゅうちく）も含めた範囲を姉崎地区とする場合もあるため、本記事では有秋地区についても扱う。

## 概要
姉崎地区（有秋地区含む）は、市原市では五井地区、市原地区（辰巳台地区含む）に次ぐ3番目の人口規模を誇る地区であり、人口総数は合計で約4万2000人と千葉県内では富津市や館山市とほぼ同規模である。この地区一帯は姉崎古墳群と呼ばれる、古墳が非常に多い地域であるほか、日本武尊創建の伝承を持つ式内社姉埼神社など市原市内では最も長い歴史を持つ地区にあたる。
また沿岸には1960年頃から工業地域が発達しており、主に化学系の工場が多く立地しているほか、JERA姉崎火力発電所などが立地する。当地区にある姉ヶ崎港は千葉港千葉港区第4区の拠点港である。農産物も有名で、第42回日本農業賞大賞受賞の姉崎だいこん、皇室に献上されている姉崎いちじく等は市場で非常に高い評価を得ている。
都心からのアクセスでは、東京都千代田区の東京駅から地区の中心駅である姉ケ崎駅まで、京葉線経由の特急さざなみ号で最速47分、京葉線経由の通勤快速で最速50分、京葉線経由の快速で最速59分、総武快速線経由の快速で最速63分となっている。なお姉ケ崎駅は、経由する全ての定期列車が停車する。
一部において島野など養老川より南側かつ館山自動車道より西側の地域も姉崎地区とする場合もある。

## 地理

### 地名

#### 姉崎地区
- 姉崎
- 姉崎東
- 姉崎西
- 姉崎海岸
- 青葉台
- 畑木
- 今津朝山
- 白塚
- 柏原
- 千種[注釈 1]
- 椎津[注釈 2]

#### 有秋地区
- 有秋台東
- 有秋台西
- 桜台
- 泉台
- 椎の木台
- 迎田
- 不入斗
- 片又木
- 深城
- 豊成
- 立野
- 天羽田
- 椎津[注釈 3]

#### その他
島野は、字内に鎮座している島穴神社と姉崎の姉埼神社の関係から姉崎地区に属すると考える者もあるが、旧五井町域にはいるため、行政上は完全に五井地区となっている。

### 河川
主な河川は以下の通りである。
- 椎津川
- 片又木川
- 不入斗川
- 深城川
- 今津川

### 主要住宅地

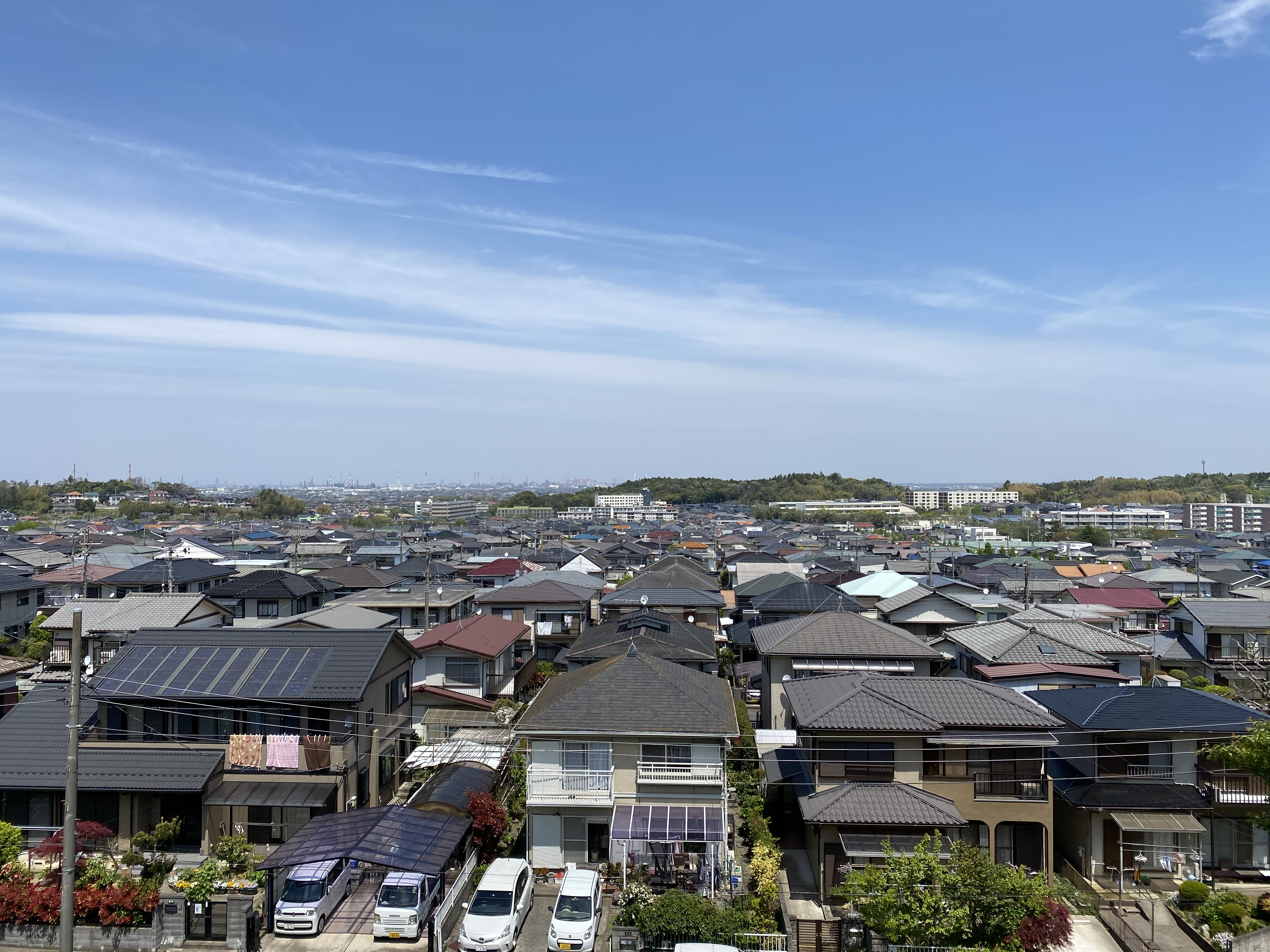
青葉台団地

- 青葉台団地
- いちはら緑園都市
- 姉崎住宅団地
- 桜台団地
- 角栄団地
- 千種

### 土地区画整理事業
- 姉崎駅前土地区画整理事業
- 姉崎駅西口土地区画整理事業

## 歴史

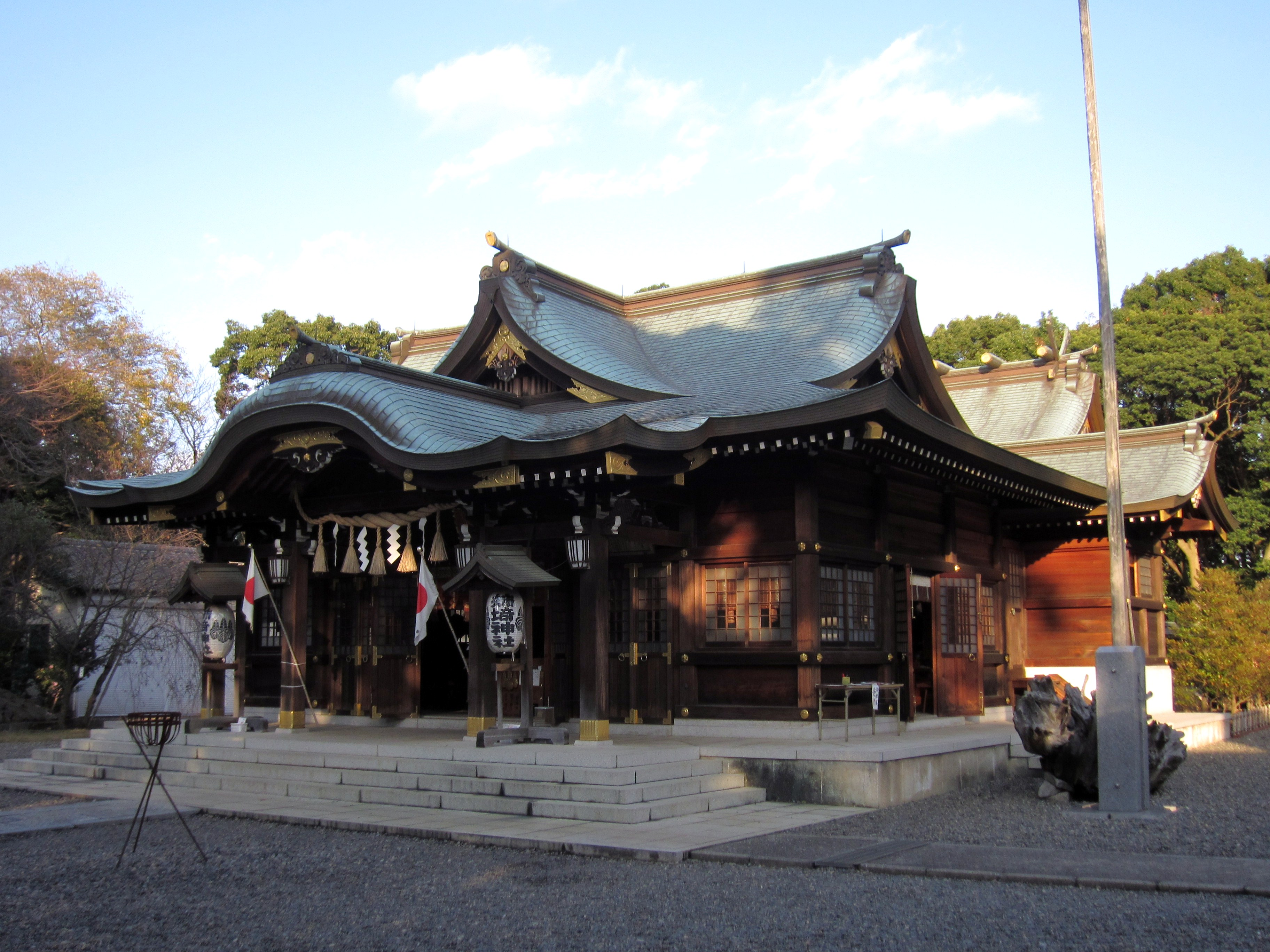
姉埼神社拝殿

### 地名「姉崎」

#### 由来
伝承として3つの説がある。1つ目は、姉埼神社の主祭神の志那斗弁命はがその弟神（夫とする説も）である志那津彦命よりも先にこの地にたどり着いたため、この地の名前が「姉先（あねさき）」となった説。2つ目は、志那斗弁命が志那津彦命の帰りを待っていた際に発言した「待つは憂きものなり（待つのは辛いことである）」を、「松は憂きものなり（松は嫌なものである）」と勘違いしため、姉埼神社境内の松の木を全て伐採した上で、地名を「姉松（あねがまつ）」から「姉先（あねがさき）」に変更したとする説。3つ目は、かつてこの地域では、姉妹のうち、姉より妹の方が早く嫁入りする例が多く見られ、姉の方に早く嫁入りしてほしいという願いから地名を「姉松（あねがまつ）」から「姉先（あねがさき）」に変更したとする説。また、地形に基づく説として「埴埼（はにさき：赤土の露出した台地の先）」が変化して「姉埼（あねさき）」となった説がある。

#### 言い伝え
志那斗弁命は志那津彦命の帰りを待ちわびて「待つは憂きものなり」と歎かれ同音の「松」を忌むようになったとされる。このことから姉埼神社の境内には松の木は見られない他、姉埼神社氏子地域では正月に門松を飾るのは宜しくないとされ、市原市も門榊カードなどの門松の代替品をホームページから印刷できるようにしている。

#### 現在見られる表記と読み
歴史的に見ても表記が「姉崎」「姉前」「姉ヶ崎」であったり、読みが「あねがさき」「あねさき」であったり時期によって異なるため、現在残っている表記や読み方も様々になっている。現在一般的なのは姉崎と書いて「あねさき」と読むものである。なお、古くからの住民には、「あねざき」、「あんさき」、「あんざき」と訛って発音する者も在る。現在残っている表記と読みは以下の通りである。
| 名目       | 漢字表記       | よみ       | 備考                                                               |
| ---------- | -------------- | ---------- | ------------------------------------------------------------------ |
| 行政       | 姉崎           | あねさき   | 最も一般的な漢字表記及び読み仮名である。                           |
| 駅         | 姉ケ崎駅       | あねがさき | もともと『ヶ』であったが、現在は会社内で『ケ』に統一している模様。 |
| 港         | 姉ヶ崎港       | あねがさき | こちらは『ヶ』のままである。                                       |
| 火力発電所 | 姉崎火力発電所 | あねがさき | この表記と読みの組み合わせはかなり珍しい。                         |
| 神社       | 姉埼神社       | あねさき   | 旁は奇ではなく竒が正しい。                                         |

#### 過去にあった表記と読み
過去に存在した表記と読みは以下のとおりである。
| 名目   | 漢字表記   | よみ     | 備考                                                         |
| ------ | ---------- | -------- | ------------------------------------------------------------ |
| 郵便局 | 姉崎郵便局 | あねざき | 1958年までは読みが「あねざき」であった。現在は「あねさき」。 |
| 神社   | 姉前神社   | あねさき | 境内に表記が残っている。                                     |
| 神社   | 姉先神社   | あねさき | 境内に表記が残っている。                                     |

### 概歴
市原市の一部となってから、市内の他の国鉄（JR東日本）の幹線駅を有する市原地区及び五井地区と同様に、工業を中心とした開発が実施されてきた。姉崎地区では特に、石油化学工業がその中心であった。姉崎地区は、駅西口側はすぐに工業地域（埋立前は海岸線）が広がり、駅東口側は山がちな地形を示していることから、先に挙げた2地区と比べて平地が少ない。高度成長期には人口増加に対処するために、山がちな地形の中に、姉崎住宅団地や青葉台団地など比較的規模の大きな団地を造成してはいたものの、やはりが先の2地区と比べて、人口増加が思わしくなかった。近年は姉崎駅前の土地区画整理事業による駅舎橋上化と駅前ロータリー整備及び駅前道路拡張工事を実施した他、平成通りの片側1車線での暫定開業などが行われた。ここ数年に限ると、五井地区五井駅東側の未開発地域や、住民の反対によりあまり開発がされず、無秩序な開発が行われていた市原地区の八幡宿駅周辺の区画整理を実施しているため、姉崎地区ではほぼ目立った動きはない。

### 年表
市制施行後の1963年（昭和38年）5月1日以降の年表は以下の通りである。なお、それ以前は「姉崎町#年表」を参照。
- 1963年（昭和38年）5月1日 - 姉崎町は市原町・五井町・三和町・市津町と合併し市原市の一部となり、旧町域は姉崎地区と呼ばれるようになる。また旧町役場は市原市役所姉崎支所となる[7]。
- 1964年（昭和39年） - 第一回姉崎産業まつりが出光興産埋立地で実施[7]。
- 1965年（昭和40年）5月28日 - 姉崎住宅団地 (有秋台団地)の施工認可が下りる[10]。
- 1966年（昭和41年）4月1日 - 児童数増加のため市原市立有秋小学校が市原市立有秋東小学校と市原市立有秋西小学校に分離する[11]。
- 1968年（昭和43年）
  - 4月9日 - 姉崎二子塚古墳が県史跡に認定される[12]。
  - 4月25日 - 薬王寺『木造薬師如来坐像』が市指定文化財に認定される[13]。
  - 5月26日 - 姉ケ崎駅が2面4線化。
  - 7月22日 - 横浜税関千葉支所姉崎出張所開所。
- 1969年（昭和44年）
  - 3月27日 - 姉ケ崎駅を出発した下り10両編成の列車がまもなく脱線。10両のうち9両が脱線し、乗客500名のうち18名負傷[8]。
  - 6月 - 藤田観光による青葉台グリーンタウンの事業が開始される[10]。
- 1970年（昭和45年）4月1日 - 市原市（旧姉崎町）立朝山小学校と市原市（旧五井町）立千種小学校が合併する。校名は市原市立千種小学校。朝山小は千種小学校朝山校舎に[11]。
- 1971年（昭和46年）
  - 7月1日 - 市原市立姉崎小学校から市原市立明神小学校が分離開校[11]。児童数695名[11]。
  - 7月24日 - 姉崎水の公園・姉崎公園オープン[8]。
- 1972年（昭和47年）
  - 1月11日 - 市原市による姉崎駅前土地区画整理事業がはじまる[10]。
  - 7月15日 - 国鉄房総西線が内房線に改称され、姉ケ崎駅の所属も内房線になる。
- 1973年（昭和48年）
  - 千葉県で若潮国体開催による炬火リレー実施[14]。
  - 3月2日 - 姉崎天神山古墳が県史跡に認定される[12]。
  - 6月1日 - 姉崎にある青葉台グリーンタウン及び姉崎みどりヶ丘団地換地処分区域の町丁が青葉台一丁目から青葉台七丁目に決定する[8]。
- 1974年（昭和49年）5月 - 姉崎の観測所にて光化学オキシダント濃度が0.50ppmを超え、直ちに千葉県内で初となる光化学スモッグ重大緊急報が出される[8]。1970年以降、千葉県内で光化学スモッグ注意報等が発令された回数は、2020年までで合計717回で、うち光化学スモッグ警報が発令されたのは、これと2002年の2回とを合わせて計3回のみである[15]。
- 1975年（昭和50年）4月1日 - 青葉台団地の児童数増加のため、市原市立明神小学校から分離して市原市立青葉台小学校が開校[11]。仮校舎は1〜4年生は市原市立明神小学校、5・6年生は市原市立姉崎中学校[8]。
- 1976年（昭和51年）
  - 4月1日 - 市原市立青葉台小学校が現在地に移転開始。
  - 6月 - 千葉県住宅供給公社による姉崎みどりヶ丘団地（915戸）のうち、454戸分の土地分譲が開始される[16]。
- 1978年（昭和53年）
  - 3月1日 - 姉ケ崎駅に快速停車開始。
  - 4月1日 - 生徒数増加のため市原市立姉崎中学校から分離して市原市立有秋中学校開校[11]。
- 1980年（昭和55年）
  - 4月26日 - イトーヨーカドー姉崎店が開業[7]。イトーヨーカドー市原店に続いて市内2店舗目。
  - 3月29日 - 市原市立姉崎公民館が姉崎中学校の旧敷地で共用開始。
  - 5月1日 - 市原市役所姉崎支所が姉崎小学校付近の大手橋口から姉崎中学校の旧敷地への移転する[14]。また、市原市役所有秋出張所が開所する。
- 1982年（昭和57年）
  - 4月1日 - 市原市立有秋西小学校から市原市立有秋南小学校が分離開校[11]。校名について「市原市立桜台小学校」か現名称かで揉める[8]。
  - 12月9日 - 教師に対する暴行傷害容疑で市原市立姉崎中学校の男子生徒7名と女子生徒4名が逮捕・書類送検される。
- 1983年（昭和58年）
  - いちはら緑園都市の開発がはじまる[10]。
  - 3月8日 - 市原市による姉崎駅西口土地区画整理事業がはじまる[10]。
  - 4月1日 - 生徒数増加のため市原市立姉崎東中学校が開校[11]。仮校舎は市原市立姉崎中学校。1年生及び2年生が姉崎中学校から転籍した。生徒数433名。
  - 9月1日 - 市原市立姉崎東中学校の移転が完了[11]。姉崎中学校と道路を挟んで東側の敷地。
- 1985年（昭和60年）
  - 4月1日 - 薬王寺『算額』が市指定文化財に認定される[13]。
  - 市原市立青葉台小学校の器楽部が全日本大会に出場する。
- 1986年（昭和61年） 
  - 1月14日 - 姉埼神社の本殿と御神木がストーブによる火災で焼失する。
  - 5月1日 - 帝京大学医学部附属市原病院（現：帝京大学ちば総合医療センター）が開業。
- 1987年（昭和62年） 
  - 1912年（明治45年）に建てられた姉ケ崎駅の木造駅舎の建て替えに伴う姉崎駅前土地区画整理事業が着工[10]。ロータリーの拡張等の工事が実施される[14]。
  - 12月17日 - 千葉県東方沖地震による被害を受ける[14]。
- 1988年（昭和63年）
  - 2月5日 - イトーヨーカドー姉崎店付近の姉崎鎧田踏切立体交差化が完成。総工費11.3億円。
  - 3月15日 - 鶴窪古墳が市史跡に認定される[13]。
  - 4月1日 - 姉崎地区の市原市立姉崎中学校と五井地区の市原市立五井中学校からそれぞれ一部を分離して、以前一度廃校となっていた市原市立千種中学校が再び開校[11]。
  - 6月1日 - 姉崎運動広場開場。
- 1989年（昭和64年/平成元年）
  - 5月29日 - 姉ケ崎駅の橋上駅舎化が完了し共用開始[14]。
  - 10月1日 - 市原市役所姉崎支所有秋出張所が市原市役所有秋支所に格上げとなり、姉崎地区から有秋地区が分離される。
- 1995年（平成7年）3月7日 - 六孫王原古墳、医王寺『石造宝篋印塔』が市史跡に指定される[13]。
- 1996年（平成8年） - 地区内初の高層マンションである14階建て605戸の「ガーデンコート姉ケ崎」が青葉台八丁目に完成する[10]。
- 1998年（平成10年）7月3日 - 市原市姉崎保健福祉センター (アネッサ) が開業。
- 2004年（平成16年）3月31日 - 薬王寺・『浮彫六地蔵石幢』が市指定文化財に認定される。[13]
- 2007年（平成19年）
  - 5月 - 椎津空荼毘が千葉県無形民俗文化財に指定される[12]。
  - 市原市立姉崎東中学校の水泳部と柔道部が全中総体に出場する。
- 2008年（平成20年）1月 - 姉崎地区内の姉崎において2週間連続で殺人事件が起こる。連続殺人とする見方も。犯人未逮捕[17]。
- 2009年（平成21年）10月27日 - 姉崎門前町のゆるキャラ「あねぼん」が全国ゆるキャラアワード2009で準グランプリを受賞した[7]。
- 2011年（平成23年）3月11日 - 東日本大震災で震度5弱を観測。隣の五井地区の五井海岸において石油タンク爆発が発生。
- 2015年（平成27年）7月3日 - 椎津城跡が市原市史跡に指定[13]。
- 2017年（平成29年）2月15日 - 椎津城跡が千葉県史跡に指定[12]。
- 2018年（平成30年）5月1日 - 姉崎山王山古墳出土遺物が市指定考古資料に認定[13]。
- 2019年（平成31年/令和元年）9月9日未明 - 令和元年度房総半島台風で青葉台地域の大部分を除いた地区内のほぼ全ての範囲で停電や強風による被害が発生。内房線の列車がしばらく姉ケ崎駅以北の運行のみになる。
- 2021年（令和3年）9月27日 - 市道椎津八幡線 (平成通り)の姉崎地区区間が片側1車線で暫定開業。
- 2022年（令和4年）
  - 3月12日 - 内房線の特急さざなみの全定期列車が姉ケ崎駅に停車するようになる。
  - 11月19日 - 市原市立姉崎中学校でCOVID-19対策で中止となった学校行事の代替としてPTAによる花火大会が実施され、730発が打ち上げられる[18]。姉崎地区で打ち上げ花火が上がるのは稀。
- 2023年（令和5年）6月15日 - 市制施行60周年記念事業で姉ケ崎駅トイレ改修を実施[19]。財源は企業による寄附で、デザインは姉崎中学校、姉崎東中学校、有秋中学校[19]。
- 2025年（令和7年）2月24日 - イトーヨーカドー姉崎店が閉店。

## 行事
地区内で行われる行事の日程と場所は以下の通りである。
- 1月1日 - 姉埼神社元旦祭（姉崎・姉埼神社）
- 2月3日 - 姉埼神社節分祭（姉崎・姉埼神社）
- 5月第3日曜日 - 姉崎産業祭（姉崎海岸・千葉出光会館）
- 7月20日 - 姉埼神社夏季例祭（姉崎・姉埼神社）
- 7月22日、23日 - 八坂神社大祭（椎津）
- 7月終わり頃
  - 有秋台盆踊り（有秋台東3・有秋公園）
  - みどりが丘盆踊り（青葉台6・みどりが丘公園）
- 8月15日 - 椎津カラダミ（椎津・八坂神社、瑞安寺）
- 9月末頃 - 姉崎・有秋地区祭り『青葉台フェスタ』（青葉台小学校、青葉台中央公園、青葉中央通り歩行者天国）
- 10月20日 - 姉埼神社秋季例祭（姉崎・姉埼神社）
- 11月最終日曜日 - 姉崎門前市（姉崎東3・妙経寺付近）

## 人口
2022年（令和1年）4日現在は以下の通りである。
| 地区         | 総数     | 平均年齢 | 人口割合 | 人口割合 | 人口割合 |
| 地区         | 総数     | 平均年齢 | 年少     | 生産年齢 | 老年     |
| ------------ | -------- | -------- | -------- | -------- | -------- |
| 姉崎支所管内 | 28,519人 | 49.4歳   | 9.2%     | 58.6%    | 32.2%    |
| 有秋支所管内 | 13,702人 | 48.9歳   | 10.9%    | 55.7%    | 33.4%    |
| 姉崎地区合計 | 42,221人 | 49.2歳   | 9.8%     | 57.7%    | 32.6%    |

## 教育

### 通学区域
小学校と中学校の学区の対照は以下の通りである。
| 小学校               | 中学校               | 県立高校 |        |
| -------------------- | -------------------- | -------- | ------ |
| 市原市立姉崎小学校   | 市原市立姉崎中学校   | 第9学区  | [ 24 ] |
| 市原市立明神小学校   | 市原市立姉崎中学校   | 第9学区  | [ 24 ] |
| 市原市立青葉台小学校 | 市原市立姉崎東中学校 | 第9学区  | [ 24 ] |
| 市原市立有秋東小学校 | 市原市立有秋中学校   | 第9学区  | [ 24 ] |
| 市原市立有秋西小学校 | 市原市立有秋中学校   | 第9学区  | [ 24 ] |
| 市原市立有秋南小学校 | 市原市立有秋中学校   | 第9学区  | [ 24 ] |
| 市原市立千種小学校   | 市原市立千種中学校   | 第9学区  | [ 24 ] |

### 状況

#### 小学校
各小学校の児童数の推移は以下の通りである。
| 年度     | 姉崎小  | 明神小    | 青葉台小  | 有秋東小 | 有秋西小 | 有秋南小 | 千種小 |
| -------- | ------- | --------- | --------- | -------- | -------- | -------- | ------ |
| 2023年度 | 225名   | 271名     | 352名     | 不明     | 不明     | 不明     | 711名  |
| 2022年度 | 245名   | 281名     | 346名     | 231名    | 331名    | 132名    | 699名  |
| 2021年度 | 247名   | 299名     | 337名     | 245名    | 352名    | 131名    | 709名  |
| 2020年度 | 278名   | 316名     | 344名     | 247名    | 345名    | 126名    | 740名  |
| 2010年度 | 310名   | 426名     | 517名     | 239名    | 272名    | 200名    | 879名  |
| 最大年度 | 約850名 | 約1,150名 | 約1,350名 | 約800名  | 約800名  | 約700名  | 950名  |

#### 中学校
各中学校の生徒数の推移は以下の通りである。
| 年度     | 姉崎中    | 姉崎東中 | 有秋中  | 千種中 |
| -------- | --------- | -------- | ------- | ------ |
| 2023年度 | 297名     | 168名    | 不明    | 不明   |
| 2022年度 | 303名     | 178名    | 352名   | 394名  |
| 2021年度 | 318名     | 178名    | 359名   | 430名  |
| 2020年度 | 319名     | 170名    | 337名   | 449名  |
| 2010年度 | 376名     | 258名    | 415名   | 401名  |
| 最大年度 | 約1,500名 | 約720名  | 約950名 | 478名  |

## 施設等

### 行政施設
- 市原市役所姉崎支所
- 市原市役所有秋支所

### 治安施設
- 市原市消防局姉崎消防署
- 市原市消防局姉崎消防署有秋分署
- 市原警察署姉崎交番
- 市原警察署有秋交番
- 市原警察署青葉台駐在所

### 社会教育施設
- 市原市立姉崎公民館
- 市原市立有秋公民館
- 市原市立千種コミュニティーセンター

### 医療施設・保健福祉施設
- 帝京大学ちば総合医療センター
- 市原メディカルキュア
- 姉崎病院
- 市原市姉崎保健福祉センター

### スポーツレクリエーション施設
- 姉崎公園
- 姉崎運動広場

### 学校教育施設
- 市原市立明神小学校
- 市原市立青葉台小学校
- 市原市立姉崎小学校
- 市原市立千種小学校
- 市原市立有秋東小学校
- 市原市立有秋西小学校
- 市原市立有秋南小学校
- 市原市立姉崎中学校
- 市原市立姉崎東中学校
- 市原市立千種中学校
- 市原市立有秋中学校
- 千葉県立姉崎高等学校

### 子育て支援施設
- 市原市立姉崎認定こども園
- 青葉台幼稚園
- 姉ヶ崎幼稚園
- 第二姉ヶ崎幼稚園
- 市原みのり幼稚園
- 志髙幼稚園
- つぼみの森第二保育園
- 白塚保育園
- 明神小学校第一児童クラブ
- 明神小学校第二児童クラブ
- 青葉台小学校第一児童クラブ
- 青葉台小学校第二児童クラブ
- 姉崎小学校第一児童クラブ
- 姉崎小学校第二児童クラブ
- 千種小学校第一児童クラブ
- 千種小学校第二児童クラブ
- 千種小学校第三児童クラブ
- 有秋東小学校第一児童クラブ
- 有秋東小学校第二児童クラブ
- 有秋西小学校第一児童クラブ
- 有秋西小学校第二児童クラブ
- 有秋南小学校児童クラブ

### 商業施設
- イトーヨーカドー姉崎店
- ケーヨーデイツー姉崎店
- 新鮮市場マルエイ姉崎店
- スーパーガッツ姉崎店
- スーパーわかば本店
- スーパーせんどう青柳店
- ヤックスドラッグ姉崎店
- ウエルシア姉崎店
- セイムス
  - 青葉台店
  - 姉崎店

### 港湾施設
- 姉ヶ崎港

### 工業施設
- 姉崎火力発電所
- 出光興産千葉事業所
- 国際炭酸千葉工場
- 住友化学千葉工場
- 日本板硝子千葉工場
- JFE溶接鋼管姉ヶ崎製造所

### 神社仏閣
- 姉埼神社
- 畑木神社
- 八坂神社
- 妙経寺
- 医王寺
- 瑞安寺

### 遺跡
旧石器時代
- 椎津堰谷遺跡
- 豊成百目木遺跡
- ヤジ山遺跡
- 天羽田稲荷山遺跡

縄文時代
- 姉崎妙経寺貝塚
- 鬼子母神貝塚

弥生時代
- 姉崎六孫王原遺跡
- 姉崎山新遺跡
- 椎津茶ノ木遺跡
- 片又木遺跡

古墳時代
- 姉崎天神山古墳
- 姉崎二子塚古墳
- 姉崎山王山古墳
- 釈迦山古墳
- 鶴窪古墳
- 六孫王原古墳
- 原1号墳
- 原2号墳
- 姉崎妙経寺古墳群
- 堰頭遺跡
- 木戸窪古墳
- 徳部台古墳
- 椎津外郭古墳

奈良時代から鎌倉時代
- 椎津中台遺跡
- 姉崎宮山遺跡

室町時代から戦国時代
- 棗塚遺跡
- 椎津城
- 椎津尾崎遺跡

江戸時代以降
- 姉崎妙経寺遺跡
- 鶴牧藩庁跡

### 名所
- 大俵桜

### 閉鎖施設
- 遊宴館（姉崎807番地1）：現在は老人ホームあさひガーデンが立地。
- ゲームチャリオット姉崎店（姉崎487番地3）：2011年11月30日閉店。現在は進学塾QUARDが中核のクオードビルが立地。
- 市原市立朝山小学校（今津朝山）：千種小学校に併合。
- スーパーいずみ（泉台）
- 生鮮市場トップワン（泉台3丁目1番地）：現在は建物のみ残存。

## 交通

### 鉄道
- 東日本旅客鉄道（JR東日本）
  - 内房線（姉ケ崎駅）
- 京葉臨海鉄道 ※旅客扱い無し
  - 臨海本線（椎津駅）

### バス

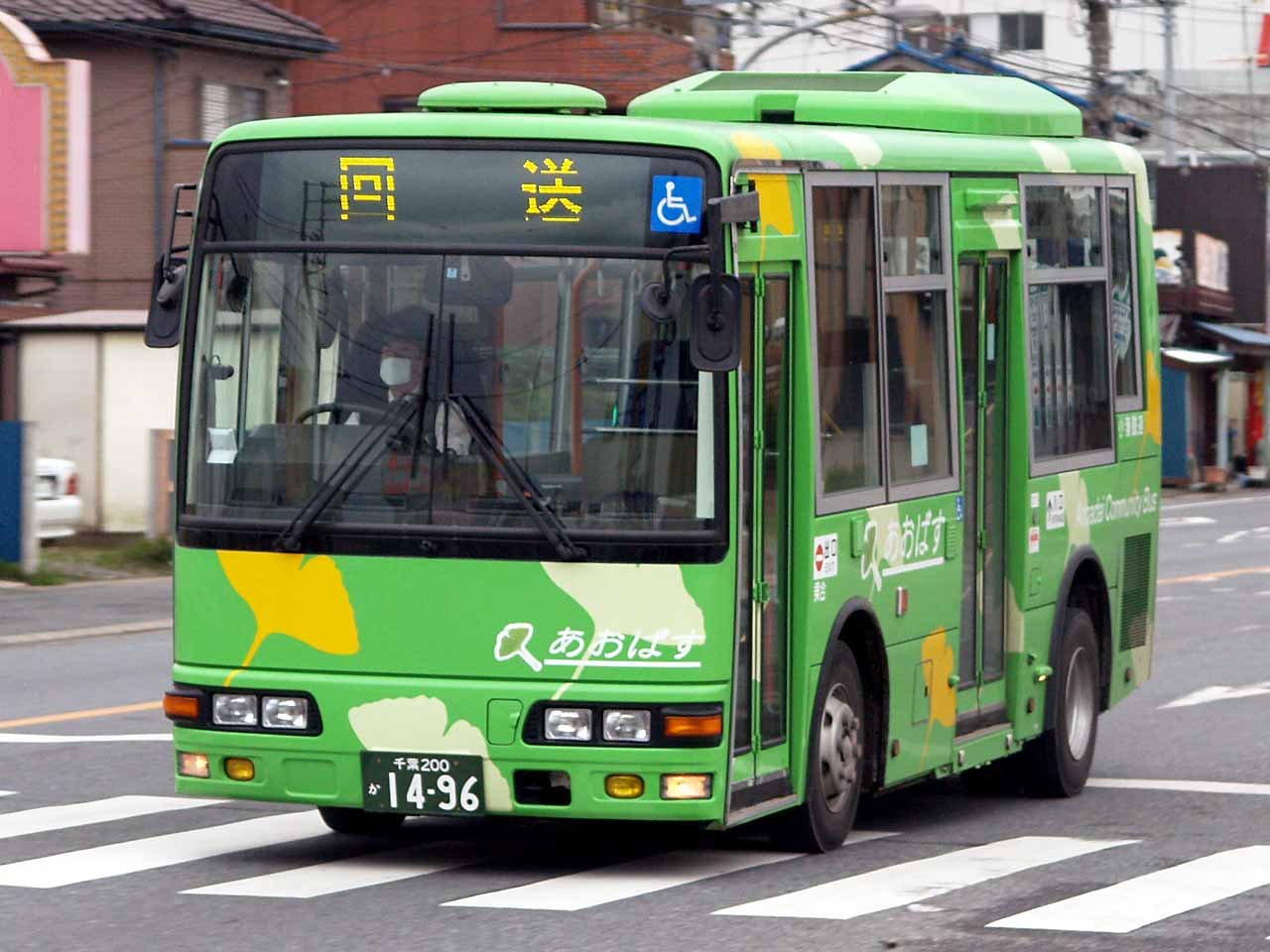
あおばす

#### 姉ケ崎駅東口発着
1. 小湊鉄道
  - 姉01系統：姉ケ崎駅東口〜姉崎高校前〜青葉台グリーンタウン
  - 姉02系統：姉ケ崎駅東口〜姉崎高校前〜青葉台グリーンタウン〜帝京大学ちば総合医療センター
  - 姉03系統：姉ケ崎駅東口〜姉崎高校前〜帝京大学ちば総合医療センター
  - 姉04系統：姉ケ崎駅東口〜有秋台団地下〜市原緑園都市ターミナル
  - 姉05系統：姉ケ崎駅東口〜有秋台団地〜市原緑園都市ターミナル
  - 姉06系統：姉ケ崎駅東口〜有秋台団地
  - 姉07系統：姉ケ崎駅東口〜有秋台団地下〜光風台駅
  - 姉30系統：姉ケ崎駅東口〜姉崎高校前〜帝京大学ちば総合医療センター〜市原緑園都市ターミナル〜光風台駅
  - 姉34系統：姉ケ崎駅東口〜姉崎高校前〜帝京大学ちば総合医療センター〜コストコ物流センター
  - 八21系統：八幡宿駅西口〜五井駅西口〜姉ケ崎駅東口〜別荘下[注釈 5]
  - 八22系統：八幡宿駅西口〜五井駅西口〜姉ケ崎駅東口[注釈 5]
  - あおばす急行：姉ケ崎駅東口〜勾当水〜ダイヤパレス
  - あおばす：姉ケ崎駅東口〜勾当水〜ダイヤパレス〜帝京大学ちば総合医療センター
  - あおばす：姉ケ崎駅東口〜勾当水〜ダイヤパレス
2. 日東交通
  - 姉ヶ崎・桜台団地線：姉ヶ崎駅前〜桜台団地・茅野

#### 姉ケ崎駅西口発着
1. 小湊鉄道
  - 五23系統：五井駅西口〜アピタ前〜姉ケ崎駅西口
  - 長02系統：姉ケ崎駅西口〜長浦駅

#### 姉崎ターミナル発着
1. 小湊鉄道
  - 姉21系統：姉崎ターミナル〜姉崎高校前〜青葉台グリーンタウン
  - 姉23系統：姉崎ターミナル〜姉崎高校前〜帝京大学ちば総合医療センター
  - 姉24系統：姉崎ターミナル〜有秋台団地下〜市原緑園都市ターミナル
  - 姉25系統：姉崎ターミナル〜有秋台団地〜市原緑園都市ターミナル
  - 姉26系統：姉崎ターミナル〜有秋台団地
  - 姉27系統：姉崎ターミナル〜有秋台団地下〜光風台駅
  - 姉28系統：姉崎ターミナル〜有秋台団地下〜緑園都市ターミナル〜光風台駅

### 道路
- 館山自動車道
- 国道16号
- 千葉県道13号市原茂原線
- 千葉県道24号千葉鴨川線
- 千葉県道287号袖ケ浦姉ケ崎停車場線
- 市道八幡椎津線（平成通り）
- 市道大学病院通り
- 市道潮見通り